# 泰国例外主义
泰国例外主义是例外主义的一种，相信泰国是有着独一无二特质的国家。泰国作为唯一未受殖民的东南亚国家，物产丰盈而不依赖进口食品，有着崇高且复杂的君主制，及引导和平繁荣的佛教信仰。
泰国例外主义同样有负面的表述方式，例如泰国社会活动人士米猜·威拉韦他亚就声称泰国是“违法者的国度”。

## 历史起源

### 殖民主义
18世纪起，东南亚就面临西方国家的殖民主义压力。欧洲人亦在这时开始在暹罗（泰国旧称）及其邻国扩张势力范围。在暹罗西侧的印度、缅甸，以及南侧的马来半岛成为英国殖民地；东侧的越南、柬埔寨和老挝则落入法国之手。1893年，法暹战争，暹罗战败，拉玛五世朱拉隆功感到西方列强威胁越发强烈，即在各个领域推行西化改革，在暹罗这一传统的封建农业国建立现代化制度。暹罗从未沦为任何一国的殖民地，维持其独立地位直至今日，是东南亚唯一免遭殖民统治的国家。如今统治泰国的扎克里王朝视之为保卫国家尊严的重大成就。

### 旅游业
自20世纪60年代以来，随着曼谷获得国际航运重地的地位，政治秩序相對稳定的泰国一直是热门的旅游目的地。因应高涨需求，酒店业和零售业大加扩张。越南战争期间，大量美军士兵赴泰旅游，进一步促进旅游业。同样是自20世纪60年代后，世界各地生活水准提高，国际旅游成为全新趋势，且随着客运航空技术革新，国际旅游变得越发便利安全。
泰国现今是世界旅游业大国，泰国的独特文化亦得到政府部门大力宣扬。

## 批评
一些西方学者对“泰国例外主义”的概念有异议。有看法认为这属于精英主义，并导致泰国人和邻国之间的摩擦。 

### 孤立主义
批评者认为民族主义的傲慢情绪是东盟一体化的障碍。民族主义情绪亦掩盖泰国不平等的社会结构，从而阻碍繁荣和稳定的发展。2018年，泰国军政府策划增进“软实力”的“泰国主义”运动（皇家轉寫：thai niyom），宣传泰国例外主义，被一些学者称为“赤裸裸的国营宣传”。
泰国例外主义亦会被用来阻止外国人干涉国内事务，例如在2018年，泰国外相就声称“泰国人自豪于在没有外国影响的情况下举行选举”，阻止外国大选观察员的调查。

### 政治教条主义
在众多社会事件中，泰国的親軍方网民就常常以泰国例外主义的口吻反驳外国人的批评，尤其是在为泰国的不敬罪和威权主义辩解时。例如在2019年，泰国皇家陆军2018年至2020年在任的总司令阿披拉·空颂蓬就如此为军政府统治辩护：
学生、学者甚至政府官员，无论你从哪里毕业，都应该牢记，民主需要根据当地的文化和规范来调整。我们是泰国人，这就是泰国民主。你必须调整你所学到的东西以适应我们的国家，泰国民主是泰国人爱泰国人的概念，我们是团结的。

### 外来文化影响
许多学者认为泰国文化受到各国文化影响，泰国的各种文化习俗并非泰国独有，泰国文化并非独一无二。